# Gyascutus dianae
Gyascutus dianae är en skalbaggsart som först beskrevs av Helfer 1954.  Gyascutus dianae ingår i släktet Gyascutus och familjen praktbaggar. Inga underarter finns listade i Catalogue of Life.